# Eliminatoria al Campeonato Juvenil de la AFC 1996
La Eliminatoria al Campeonato Juvenil de la AFC 1996 fue la fase clasificatoria a la ronda final del torneo que se jugaría en Corea del Sur en el mes de octubre y que daba 4 plazas directas para la Copa Mundial de Fútbol Sub-20 de 1997.
La eliminatoria constó de 9 grupos de clasificación, los cuales se jugaron del 13 de mayo al 28 de agosto. El ganador de cada grupo clasificó junto al anfitrión del torneo Corea del Sur a la fase final de la eliminatoria mundialista.

## Grupo 1
Los partidos se jugaron en Al-Ain, Emiratos Árabes Unidos del 24 al 28 de agosto.
| País       | J | G | E | P | GF | GC | GD  | PTS |
| ---------- | - | - | - | - | -- | -- | --- | --- |
| UAE        | 3 | 3 | 0 | 0 | 8  | 2  | +6  | 9   |
| Uzbekistán | 3 | 2 | 0 | 1 | 10 | 5  | +5  | 6   |
| Kuwait     | 3 | 1 | 0 | 2 | 5  | 6  | -1  | 3   |
| Kirguistán | 3 | 0 | 0 | 3 | 2  | 12 | -10 | 0   |

| Equipo 1   | Resultado | Equipo 2   |
| ---------- | --------- | ---------- |
| Kuwait     | 1-4       | Uzbekistán |
| Kirguistán | 1-3       | UAE        |
| Uzbekistán | 5-1       | Kirguistán |
| Kuwait     | 0-2       | UAE        |
| UAE        | 3-1       | Uzbekistán |
| Kirguistán | 0-4       | Kuwait     |

## Grupo 2
Los partidos se jugaron en Doha, Catar del 25 al 29 de julio.
| País         | J | G | E | P | GF | GC | GD | PTS |
| ------------ | - | - | - | - | -- | -- | -- | --- |
| Catar        | 3 | 3 | 0 | 0 | 5  | 2  | +3 | 9   |
| Omán         | 3 | 2 | 0 | 1 | 10 | 5  | +5 | 6   |
| Turkmenistán | 3 | 1 | 0 | 2 | 5  | 7  | -2 | 3   |
| Líbano       | 3 | 0 | 0 | 3 | 1  | 7  | -6 | 0   |

| Equipo 1     | Resultado | Equipo 2     |
| ------------ | --------- | ------------ |
| Líbano       | 1-3       | Turkmenistán |
| Catar        | 3-2       | Omán         |
| Líbano       | 0-1       | Catar        |
| Turkmenistán | 2-5       | Omán         |
| Omán         | 3-0       | Líbano       |
| Turkmenistán | 0-1       | Catar        |

## Grupo 3
Los partidos se jugaron en Al-Isha, Arabia Saudita del 15 al 19 de mayo.
| País           | J | G | E | P | GF | GC | GD | PTS |
| -------------- | - | - | - | - | -- | -- | -- | --- |
| Irán           | 3 | 2 | 1 | 0 | 9  | 1  | +8 | 7   |
| Arabia Saudita | 3 | 2 | 1 | 0 | 8  | 3  | +5 | 7   |
| Kazajistán     | 3 | 1 | 0 | 2 | 2  | 7  | -5 | 3   |
| Tayikistán     | 3 | 0 | 0 | 3 | 1  | 9  | -8 | 0   |

| Equipo 1       | Resultado | Equipo 2       |
| -------------- | --------- | -------------- |
| Irán           | 4-0       | Kazajistán     |
| Arabia Saudita | 4-1       | Tayikistán     |
| Tayikistán     | 0-1       | Kazajistán     |
| Arabia Saudita | 1-1       | Irán           |
| Irán           | 4-0       | Tayikistán     |
| Kazajistán     | 1-3       | Arabia Saudita |

## Grupo 4
Los partidos se jugaron en Damasco, Siria del 24 al 28 de abril.
| País     | J | G | E | P | GF | GC | GD | PTS |
| -------- | - | - | - | - | -- | -- | -- | --- |
| Siria    | 2 | 2 | 0 | 0 | 5  | 0  | +5 | 6   |
| Baréin   | 2 | 1 | 0 | 1 | 2  | 2  | 0  | 3   |
| Jordania | 2 | 0 | 0 | 2 | 0  | 5  | -5 | 0   |

| Equipo 1 | Resultado | Equipo 2 |
| -------- | --------- | -------- |
| Siria    | 2-0       | Baréin   |
| Baréin   | 2-0       | Jordania |
| Jordania | 0-3       | Siria    |

## Grupo 5
Los partidos se jugaron en Kannur, India del 9 al 13 de julio.
| País      | J | G | E | P | GF | GC | GD  | PTS |
| --------- | - | - | - | - | -- | -- | --- | --- |
| India     | 2 | 2 | 0 | 0 | 12 | 1  | +11 | 6   |
| Sri Lanka | 2 | 1 | 0 | 1 | 2  | 7  | -5  | 3   |
| Pakistán  | 2 | 0 | 0 | 2 | 2  | 8  | -6  | 0   |

| Equipo 1  | Resultado | Equipo 2  |
| --------- | --------- | --------- |
| Pakistán  | 1-2       | Sri Lanka |
| India     | 6-1       | Pakistán  |
| Sri Lanka | 0-6       | India     |

## Grupo 6
Los partidos se jugaron en Malé, Maldivas el 27 y 29 de julio.
| Equipo 1 | Agr. | Equipo 2  | Ida | Vuelta |
| -------- | ---- | --------- | --- | ------ |
| Maldivas | 0-8  | Bangladés | 0-3 | 0-5    |

## Grupo 7
Los partidos se jugaron en Bangkok, Tailandia del 13 al 17 de mayo.
| País      | J | G | E | P | GF | GC | GD  | PTS |
| --------- | - | - | - | - | -- | -- | --- | --- |
| Tailandia | 3 | 3 | 0 | 0 | 24 | 1  | +23 | 9   |
| Malasia   | 3 | 2 | 0 | 1 | 8  | 2  | +6  | 6   |
| Nepal     | 3 | 1 | 0 | 2 | 1  | 8  | -7  | 3   |
| Macao     | 3 | 0 | 0 | 3 | 0  | 22 | -22 | 0   |

| Equipo 1  | Resultado | Equipo 2  |
| --------- | --------- | --------- |
| Malasia   | 4-0       | Nepal     |
| Tailandia | 18-0      | Macao     |
| Macao     | 0-3       | Malasia   |
| Nepal     | 0-4       | Tailandia |
| Macao     | 0-1       | Nepal     |
| Tailandia | 2-1       | Malasia   |

## Grupo 8
Los partidos se jugaron en Baoding, China del 29 al 22 de junio.
| País      | J | G | E | P | GF | GC | GD  | PTS |
| --------- | - | - | - | - | -- | -- | --- | --- |
| China     | 3 | 3 | 0 | 0 | 17 | 0  | +17 | 9   |
| Indonesia | 3 | 1 | 1 | 1 | 8  | 5  | +3  | 4   |
| Hong Kong | 3 | 1 | 1 | 1 | 4  | 6  | -2  | 4   |
| Vietnam   | 3 | 0 | 0 | 3 | 1  | 19 | -18 | 0   |

| Equipo 1  | Resultado | Equipo 2  |
| --------- | --------- | --------- |
| China     | 5-0       | Hong Kong |
| Indonesia | 7-1       | Vietnam   |
| Vietnam   | 0-9       | China     |
| Hong Kong | 1-1       | Indonesia |
| Indonesia | 0-3       | China     |
| Vietnam   | 0-3       | Hong Kong |

## Grupo 9
Los partidos se jugaron en Bandar Seri Begawan, Brunéi del 21 al 25 de junio.
| País         | J | G | E | P | GF | GC | GD  | PTS |
| ------------ | - | - | - | - | -- | -- | --- | --- |
| Japón        | 3 | 3 | 0 | 0 | 19 | 0  | +19 | 9   |
| Singapur     | 3 | 1 | 1 | 1 | 3  | 5  | -2  | 4   |
| Brunéi       | 3 | 0 | 2 | 1 | 1  | 12 | -11 | 2   |
| China Taipéi | 3 | 0 | 1 | 2 | 1  | 7  | -6  | 1   |

| Equipo 1     | Resultado | Equipo 2     |
| ------------ | --------- | ------------ |
| Brunéi       | 1-1       | China Taipéi |
| Japón        | 5-0       | Singapur     |
| Brunéi       | 0-11      | Japón        |
| China Taipéi | 0-3       | Singapur     |
| Singapur     | 0-0       | Brunéi       |
| China Taipéi | 0-3       | Japón        |

## Clasificados al Campeonato Juvenil de la AFC
| - Catar - China - Irán | - Japón - India - Tailandia | - Emiratos Árabes Unidos - Bangladés - Siria |